# Медоукрофт

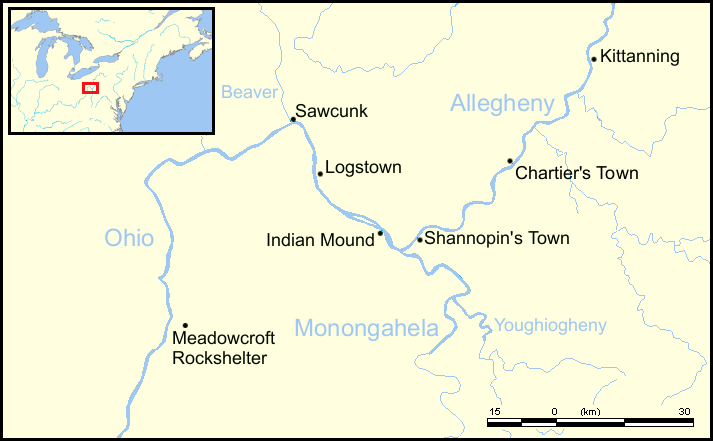
Пещерное жилище Медоукрофт и другие индейские памятники на карте долины Верхней Огайо

Ме́доукрофт (англ. Meadowcroft Rockshelter) — пещерная стоянка, археологический памятник близ г. Авелла, округ Вашингтон на юго-западе штата Пенсильвания, в 50 километрах к юго-западу от Питтсбурга; входит в состав метрополиса Питтсбург. Находится под управлением Исторического центра им. сенатора Джона Хайнца (филиал Смитсоновского института). Пещера получила название по имени близлежащего музея на открытом воздухе «Деревня Медоукрофт» (Meadowcroft Museum of Rural Life/Meadowcroft Village).
Раскопки пещеры проводила в 1973—1978 команда из Питсбургского университета под руководством Джеймса Адовасио. Радиоуглеродная датировка указывает на то, что пещера была впервые населена около 16-19 тыс. лет назад, то есть в период до культуры Кловис, которая до недавнего времени считалась наиболее ранней палеоиндейской археологической культурой. Если датировка верна, то пещера на сегодняшний день оказывается древнейшим археологическим памятником, связанным с индейцами Северной Америки.
В пещере обнаружены последовательно слои, относящиеся к палеоиндейскому, архаическому и вудлендскому периодам, в том числе останки таких употреблявшихся в пищу животных, как олень, лось, птичьи яйца, моллюски, а также останки растений — зерновых, тыквы, фруктов, орехов и семян. Также обнаружено множество орудий, керамических изделий и обломков от обработки камней. Как минимум один очаг использовался на протяжении многих поколений.